# Spalacidae
De Spalacidae zijn een familie van knaagdieren uit de superfamilie Muroidea die voorkomt in Afrika, Zuidoost-Europa en Azië. De familie omvat de molhamsters (Myospalacinae), de wortelratten (Rhizomyinae) en de blindmuizen (Spalacinae). 

## Kenmerken
Alle soorten zijn aangepast aan een ondergrondse levenswijze en delen daardoor kenmerken als "de reductie of afwezigheid van ogen, een stomp lichaam, een korte staart (minder dan 50% van de kop-romplengte), en reductie van de derde kies." In de 20e eeuw beschouwden de meeste onderzoekers deze gedeelde kenmerken en levenswijze als een voorbeeld van convergente evolutie, maar in het begin van de 21e eeuw lieten DNA-studies zien dat deze groepen wel degelijk een clade vormen, die de zustergroep is van alle andere Muroidea.

## Evolutie
Over de evolutie van de Spalacidae is nog weinig bekend. De molhamsters zijn afgeleid van de Miocene Aziatische Gobicricetodontinae en de bamboeratten en Afrikaanse wortelratten kunnen via Prokanisamys en Eumyarion kowalskii van het Miocene Euraziatische geslacht Eumyarion worden afgeleid, maar de precieze relaties tussen deze vormen en de Vroeg-Miocene Debruijnia, het oudste lid van de blinde muizen, zijn nog onbekend.

## Indeling
In de familie worden de volgende geslachten geplaatst:
- Onderfamilie Myospalacinae
  - Geslacht Eospalax
  - Geslacht Myospalax (Molhamsters)
  - Geslacht Prosiphneus†
- Onderfamilie Spalacinae (Blindmuizen)
  - Geslacht Debruijnia†
  - Geslacht Heramys†
  - Geslacht Nannospalax
  - Geslacht Pliospalax†
  - Geslacht Spalax
- Onderfamilie Rhizomyinae (Wortelratten)
  - Tribus Rhizomyini
    - Geslacht Anepsirhizomys†
    - Geslacht Brachyrhizomys†
    - Geslacht Cannomys (Kleine bamboerat)
    - Geslacht Nakalimys†
    - Geslacht Pararhizomys†
    - Geslacht Rhizomys (Gewone bamboeratten)

  - Tribus Tachyoryctini
    - Geslacht Eicooryctes†
    - Geslacht Kanisamys†
    - Geslacht Prokanisamys†
    - Geslacht Pronakalimys†
    - Geslacht Protachyoryctes†
    - Geslacht Rhizomyides†
    - Geslacht Tachyoryctes